# Tank-top Flower for Friends
『Tank-top Flower for Friends』（タンクトップ フラワー フォー フレンズ）は、ロックバンド・ヤバイTシャツ屋さんの5枚目フルアルバム。ユニバーサルシグマより2023年3月1日にリリースされた。

## 概要
前作の「You need the Tank-top」から約2年半ぶりにリリースされた今作は、前作と同様に2022年12月2日にヤバイTシャツ屋さんのYouTubeチャンネルにて配信された『無料だから許して！低画質！低音質！5曲だけライブ！！！2022』内での発表だった。また、今作とライヴBlu-rayとDVD『Tank-top of the DVD SPECIAL Ⅱ -NIPPON BUDOKAN-』の同日発売と、年明けから予定されていたツアーのタイトルが「ヤバイTシャツ屋さん “Tank-top Flower for Friends” ONE-MAN HALL TOUR 2023」になることも発表された。
今作にはBuyer Client名義でのシングル曲を含む全13曲が収録されており、完全生産限定盤、UNIVERSAL MUSIC STORE完全生産限定盤、初回限定盤、通常盤の4形態でリリースされた。

## 収録内容

### CD（全形態共通）
| #         | タイトル                             | 作詞・作曲            | 編曲                          | 英語翻訳       | 時間  |
| --------- | ------------------------------------ | --------------------- | ----------------------------- | -------------- | ----- |
| 1.        | 「Blooming the Tank-top」            | こやまたくや          | ヤバイTシャツ屋さん           |                | 2:12  |
| 2.        | 「ちらばれ！サマーピーポー」         | こやまたくや          | シライシ紗トリ                |                | 3:54  |
| 3.        | 「dabscription」                     | こやまたくや          | 永澤和真・ヤバイTシャツ屋さん |                | 4:01  |
| 4.        | 「ダックスフンドにシンパシー」       | こやまたくや          | ヤバイTシャツ屋さん           |                | 1:51  |
| 5.        | 「俺の友達が俺の友達と俺抜きで遊ぶ」 | こやまたくや          | ヤバイTシャツ屋さん           |                | 2:52  |
| 6.        | 「Bluetooth Love」                   | こやまたくや          | ヤバイTシャツ屋さん           |                | 3:17  |
| 7.        | 「インターネットだいすきマン」       | こやまたくや          | こやまたくや/C・シェード      |                | 2:41  |
| 8.        | 「くそ現代っ子ごみかす20代」         | こやまたくや          | ヤバイTシャツ屋さん           |                | 2:36  |
| 9.        | 「もし僕が石油王やったら」           | しばたありぼぼ        | ヤバイTシャツ屋さん           |                | 2:05  |
| 10.       | 「職務質問 ～1日に2回も～」          | こやまたくや          | ヤバイTシャツ屋さん           | しばたありぼぼ | 3:09  |
| 11.       | 「Beats Per Minute 220」             | こやまたくや/岡崎体育 | ヤバイTシャツ屋さん/岡崎体育  |                | 3:46  |
| 12.       | 「ZORORI ROCK!!!」                   | こやまたくや          | ヤバイTシャツ屋さん           |                | 2:51  |
| 13.       | 「hurray」                           | こやまたくや          | ヤバイTシャツ屋さん           |                | 3:49  |
| 合計時間: | 合計時間:                            | 合計時間:             | 合計時間:                     | 合計時間:      | 39:04 |

### 解説
1. Blooming the Tank-top
8月17日にMV公開。初心に帰ってスマホ撮影している。
2. ちらばれ！サマーピーポー
ひまわりコンテスト収録
3. dabscription
Bayer Cliant名義の楽曲。テレビ東京 ドラマ25「おしゃ家ソムリエおしゃ子！2」エンディングテーマ。
4. ダックスフンドにシンパシー
3月11日にMV公開。制作はアルピーテイル。
5. 俺の友達が俺の友達と俺抜きで遊ぶ
6. Bluetooth Love
こうえんデビュー収録。Huluオリジナルドラマ「マイルノビッチ」主題歌。
7. インターネットだいすきマン
ライブではこやまがピアノを弾き、しばたともりもとはマイクを持って歌っている。
ヤバT曰く、「10年間の集大成」。
8. くそ現代っ子ごみかす20代
こうえんデビュー収録。
9. もし僕が石油王やったら
10. 職務質問 ～1日に2回も～
11. Beats Per Minute 220
岡崎体育との共同制作ソング。「Red Bull SoundClash 2022」テーマソング。
12. ZORORI ROCK!!!
NHK Eテレ「もっと！まじめにふまじめかいけつゾロリ」第2シリーズ　エンディングテーマ。
13. hurray
ZIP!朝ドラマ「クレッシェンドですすめ」合唱自由曲。

UNIVERSAL MUSIC STORE完全生産限定盤、初回限定盤 共通
- ヤバイTシャツ屋さんのたのしいフェス映像集2021-2022

1. ヤバみ (2021.12.19 ポルノ超特急2021)
2. NO MONEY DANCE (2021.12.28 COUNTDOWN JAPAN 21/22)
3. げんきもりもり！モーリーファンタジー (2021.12.28 COUNTDOWN JAPAN 21/22)
4. あつまれ！パーティーピーポー (2022.5.3 VIVA LA ROCK 2022)
5. ハッピーウェディング前ソング (2022.5.7 JAPAN JAM 2022)
6. 癒着☆NIGHT (2022.5.22 TOKYO METROPOLITAN ROCK FESTIVAL 2022)
7. かわE (2022.5.22 TOKYO METROPOLITAN ROCK FESTIVAL 2022)
8. ちらばれ！サマーピーポー (2022.7.3 京都大作戦2022)
9. JUST A FALSE! JUST A HOLE! feat. 10-FEET (2022.7.3 京都大作戦2022)
10. Give me the Tank-top (2022.7.3 京都大作戦2022)
11. くそ現代っ子ごみかす20代 (2022.8.27 SWEET LOVE SHOWER 2022)
12. 無線LANばり便利 (2022.8.27 SWEET LOVE SHOWER 2022)

- 特典映像：メンバーによるおもしろ実況解説

### 特典
完全生産限定盤とUNIVERSAL MUSIC STORE完全生産限定盤（以下、ユニバーサル盤）には、「サンリオ」とコラボしたTシャツが封入された。完全生産限定盤とユニバーサル盤ではTシャツのデザインは異なっており、完全生産限定盤は、バンドのキャラクターのタンクトップくんがサンリオのクロミ、シナモロール、みんなのたあ坊に引っ張られるデザインになっている。